# 許應鑅
許應鑅（1820年—1891年），字昌言，号星台，斋号后乐园、寄南园、晋砖吟馆。祖籍廣東潮州府澄海縣，出生於廣東番禺（今屬廣州市越秀區）。清朝政治人物。

## 生平
道光二十三年（1843年）鄉試中舉，咸豐三年（1853年）登進士，授工部主事，升任郎中，出任江西臨江府知府，有政績。同治六年（1856年）擔任南昌府知府，署任撫州府、廣饒九南兵備道。同治十三年（1863年）擔任江西吉南贛甯道。光緒四年（1878年）任河南按察使、江蘇按察使，光緒五年（1879年）署江蘇布政使。光緒十年（1884年）任浙江布政使。光緒十二年（1886年）署理浙江巡撫。修有《同治南昌府志》、《光緒撫州府志》等。